# Ferrid Kheder
Ferrid Kheder (Graulhet, 3 de marzo de 1975) es un deportista francés de origen tunecino que compitió en judo.
Ganó una medalla de bronce en el Campeonato Europeo de Judo de 2000, y dos medallas de bronce en el Campeonato Africano de Judo en los años 2001 y 2002.

## Palmarés internacional
| Representando a Francia |                     |                   |           |
| Campeonato Europeo      |                     |                   |           |
| Año                     | Lugar               | Medalla           | Categoría |
| 2000                    | Breslavia (Polonia) | Medalla de bronce | –73 kg    |
| Representando a Túnez   |                     |                   |           |
| Campeonato Africano     |                     |                   |           |
| Año                     | Lugar               | Medalla           | Categoría |
| 2001                    | Trípoli (Libia)     | Medalla de bronce | –73 kg    |
| 2002                    | El Cairo (Egipto)   | Medalla de bronce | –73 kg    |